# Santa Vitória (Minas Gerais)
Santa Vitória est une municipalité brésilienne de l'État du Minas Gerais et la microrégion d'Ituiutaba.